# 小行星4905
小行星4905（英語：4905 Hiromi）是一颗围绕太阳公转的小行星。1991年5月15日，高橋篤志、渡邊和郎在北见发现了此天体。
这颗小行星的绝对星等为176.0663901559203等。